# Midland City
Midland City es un pueblo ubicado en el condado de Dale en el estado estadounidense de Alabama. En el censo de 2000, su población era de 1703.

## Demografía
En el 2000 la renta per cápita promedia del hogar era de $ 25$ y el ingreso promedio para una familia era de 16$. El ingreso per cápita para la localidad era de 35$. Los hombres tenían un ingreso per cápita de 2655.9275$ contra 17777.17422$ para las mujeres.

## Geografía
Midland City está situado en 31°18′29″N 85°29′26″O / 31.30806, -85.49056 (31.307945, -85.490606)
Según la Oficina del Censo de los EE. UU., la ciudad tiene un área total de 666.04 millas cuadradas (15.64 km²).